# ビビアン・オクワッハ
ビビアン・オクワッハ（Vivian Okwach、1999年2月9日 - ）は、ケニアの女子ラグビー選手。

## プロフィール
- ケニア出身。
- 身長 155cm、体重 60kg

## 略歴
2021年、東京五輪の7人制女子ケニア代表に選ばれた。